# تحقيق هيئة المحلفين الكبرى حول الاعتداء الجنسي في الكنيسة الكاثوليكية في ولاية بنسلفانيا
تحقيق هيئة المحلفين الكبرى حول الاعتداء الجنسي في الكنيسة الكاثوليكية في ولاية بنسلفانيا استمر تحقيق هيئة المحلفين الكبرى في الاعتداء الجنسي في الكنيسة الكاثوليكية في ولاية بنسلفانيا منذ عام 2016 حتى عام 2018، وحققت في تاريخ الاعتداء الجنسي من قبل رجال الدين في ست أبرشيات في بنسلفانيا.
ركز هذا التحقيق على الاعتداء الجنسي من قبل رجال الدين الكاثوليك في ستة من أبرشيات بنسلفانيا الثماني – ألينتاون، سكرانتون، هاريسبرغ، بيتسبرغ، جرينسبيرغ، وإيري. ولم يجري تضمين أبرشيات ألتونا-جونستاون وفيلادلفيا، حيث كانتا موضوعًا لتحقيقات سابقة.
كان تقرير هيئة المحلفين الكبرى، الذي صدر في أغسطس من عام 2018، هو أوسع تحقيق تجريه وكالة حكومية في الولايات المتحدة بشأن الاعتداء الجنسي على الأطفال في الكنيسة الكاثوليكية. وجرى التوقيع لاحقًا على التوصيات التشريعية لتقرير هيئة المحلفين الكبرى لتصبح قانونًا من قبل حاكم ولاية بنسلفانيا توم وولف في 26 نوفمبر عام 2019.

## بداية تحقيق هيئة المحلفين الكبرى
بدءًا من أوائل عام 2016، جرى التحقيق في الاعتداء الجنسي من قبل رجال الدين الكاثوليك في ست أبرشيات بنسلفانيا - ألينتاون، وسكرانتون، وهاريسبيرغ، وبيتسبرغ، وجرينسبرغ، وإيري - من خلال تحقيق هيئة محلفين كبرى، أجراه مكتب المدعي العام في بنسلفانيا جوش شابيرو.
كل من هذه الأبرشيات الست هي أبرشية تابعة لأبرشية فيلادلفيا. وجرى إصدار تقرير مماثل لهيئة المحلفين الكبرى والذي ألهم هذا التحقيق في عام 2016 والذي يوضح بالتفصيل الاعتداء الجنسي في أبرشية أخرى من أبرشية فيلادلفيا في ألتونا جونستاون.